# TVR Sport
TVR Sport es un canal de televisión pública de Rumanía, perteneciente a TVR. Se trata de un canal deportivo.

## Historia
En febrero de 2023, tras el relanzamiento de TVR Info y TVR Cultural, TVR anunció la creación de dos nuevos canales, TVR Folclor y TVR Sport. El Consejo Nacional Audiovisual de Rumanía aprobó por unanimidad los dos nuevos canales el 20 de abril.
El canal inició emisiones el 30 de marzo de 2024. El lanzamiento tenía como objetivo los Juegos Olímpicos de París 2024.

## Programación
- Ora de sport
- Ora olimpică
- Podcasturile TVR Sport
- Divizia A1 de volei masculin
- Divizia A1 de volei feminin
- Superliga
- Liga Națională de Rugby
- Liga Națională de hochei